# 酒井広のうわさのスタジオ
『酒井広のうわさのスタジオ』（さかいひろしのうわさのスタジオ）は、1982年10月4日から1987年10月2日まで日本テレビで5年にわたって放送された芸能情報中心のワイドショー。放送時間は毎週月曜日 - 金曜日14時50分 - 15時45分 (JST) 。

## 概要
「2時のワイドショー」の1コーナーとして放送されていた『芸能マイスタ』（1982年4月 - 1982年9月、日本テレビの当時のマイスタからの生放送）を前身とする番組で、それを発展させたものである。
1987年秋、大型番組として立ち上げられた「午後は○○おもいッきりテレビ」の1コーナー「うわさのうわさ」として発展解消したが、後々「芸能スクランブル!!」に再分離が図られる。
この時間帯はローカルセールス枠で、当時日本テレビ系列局の多くはこの時間帯にフジテレビ (FNS) の『3時のあなた』の同時ネットまたは『アフタヌーンショー』『なうNOWスタジオ』『新・アフタヌーンショー』といったテレビ朝日 (ANN) 正午の番組の遅れネットを行っていたことから、ネット局はかなり少なかった。日本テレビ系列のフルネット局があり、かつ県内に民放テレビ局を4局 - 5局擁する地域でのネットが中心だった。
広島テレビでは学校の長期休暇期間や祝祭日に本番組を休止して不定期の遅れネット番組（テレビ東京制作『出会い街角エトランゼ』など）を編成することがあった。
番組は日本放送協会（NHK）を退職し、日本テレビの局契約アナウンサーとして移籍した酒井広が総合キャスターを務め、また芸能情報のパートでは梨元勝がメインを担当。突撃取材を敢行し「恐縮です!!」で人気を博した。
日本テレビ麹町分室（当時は本社）の北本館が完成し、その中に造られた2つのスタジオ（Gスタジオ・Kスタジオ）において最初のレギュラー生番組は、この番組である。
番組制作は、日本テレビの系列会社である日本テレビエンタープライズが請け負っていた。同社は、この番組以前から「タウン5」や「爆笑!!マイスタ」や「マイスタ芸能ワイド」、そして前述の「芸能マイスタ」の制作を担当。これらの番組群が全てステレオ放送で行われてきたこともあり、この番組もステレオ放送になったという経緯がある。当番組以降の『ザ・ワイド』なども制作していた。当番組のスタッフには、後に電波少年シリーズを手掛けた土屋敏男や、明石家さんまやダウンタウンが出演する番組群を成功させた菅賢治や斉藤敏豪など、後に日本テレビのバラエティ番組に貢献することになるスタッフもいた。

## 出演者
- 酒井広（メイン司会者）
- 斉藤慶子（初代アシスタント、開始 - 1983年9月）
- 中島めぐみ（2代目アシスタント 1983年10月 - 1984年9月）
- 石川牧子（当時日本テレビアナウンサー、3代目アシスタント、1984年10月 - 1986年3月）
- 菅家ゆかり（当時日本テレビアナウンサー、4代目アシスタント、1986年4月 - 1987年6月）
- 荻原弘子（当時日本テレビアナウンサー、5代目アシスタント、1987年7月 - 終了まで）
- 梨元勝（芸能デスク･レポーター[1]）※実質後継の「おもいッきりテレビ・うわさのうわさ」にも、引き続きレポーターとして出演。
- 金子信雄（料理コーナー担当）、ほか

| 日本テレビ 平日14:55 - 15:45                                                                  | 日本テレビ 平日14:55 - 15:45                         | 日本テレビ 平日14:55 - 15:45                                             |
| 前番組                                                                                        | 番組名                                               | 次番組                                                                   |
| --------------------------------------------------------------------------------------------- | ---------------------------------------------------- | ------------------------------------------------------------------------ |
| 芸能マイスタ （14:55 - 15:15） ※「2時のワイドショー」に内包奥さまは魔女[再] （15:15 - 15:45） | 酒井広のうわさのスタジオ （1982年10月 - 1987年10月） | 午後は○○おもいッきりテレビ （12:00 - 15:45） ※「うわさのうわさ」コーナー |